# ディアスポリス 異邦警察
『ディアスポリス 異邦警察』（ディアスポリス いほうけいさつ、Real TOKYO UnderWorld）は、漫画・すぎむらしんいち、脚本・リチャード・ウーによる青年漫画作品。『モーニング』（講談社）に2006年26号から連載を開始した。最終章である「ディアスポラ＝異邦人」篇最終話の2009年47号を以て連載は完結していたが、TVドラマ化に連動して2016年26号から35号にかけて本編完結後の正式続編となる新章「999」篇が発表された。

## 概要
東京にいる密入国外国人約15万人。悪い奴もいるが、難民認定を受けられず貧しい生活をしている者も大勢いる。そんな力を持たない異邦人達が自分達を守るため、密入国異邦人による密入国異邦人のための秘密組織・異邦都庁を作り上げた。そこには金融庁の関与しない銀行、厚労省の認可しない病院など、何でもある。無論警察も存在する。これは、そんな異邦都庁でただ一人の警察官・久保塚早紀の活躍を描いた物語である。

## 主な登場人物
久保塚 早紀（くぼづか さき）
異邦警察署長。年齢・国籍不明（ミャンマーに長期滞在した説あり）。アフロヘアーと矢印形に剃り込まれたあごひげが特徴。普段の態度はぶっきらぼうだが、内面は熱い正義感と人情の持ち主。卓越した語学力の持ち主で、会話の訛りやイントネーションからその人の来歴を探り当てる特技を持つ。腕っぷしは強くないが、持ち前の機転と勇気で裏都民の治安を守りつづけている。"寒い国から来た男"編でユーリ・ビタエフからロシアの総合格闘術「システマ」を伝授され、戦闘能力が飛躍的に高まった。
鈴木 博隆（すずき ひろたか）
日本人。東大卒で大手銀行マルハ銀行の行員だったが、上層部（悪徳都知事の暁天ら）から五十億円横領の罪を一身に被らされ逃亡中に異邦都庁に拾われ、顔を整形して久保塚の部下となった。小柄で太った体型。小心で、正義感や任務の遂行より己の保身を優先する情けない性格だが根は善人。見た目どおりの大食漢で、暇さえあれば常に何か食っている。特にラーメンが好物。銀行マンとしては有能だったようで、異邦都庁の会計監査役を任された際には札束を寸分の狂いもなく勘定していた。趣味は昔に流行した漫画本の収集。同じく昔の映画オタクでもあり、その手のウンチクに詳しい。
裏都知事
本名コテツ。年齢不詳。ミャンマー人。アロハシャツにサングラスという出で立ちで、葉巻を常にくわえている。もっぱら賄賂だと噂される豊富な資金力で、現在2期連続で裏都知事の職に就いている。女好き。金にがめつい守銭奴だが、裏都庁が危機に陥った際には私財を投げ打つ事も惜しまない。7人の子供がいる。
影の警察と癒着し、都知事に再選するための資金を得る代わりに久保塚らを抹殺する取り決めを交わしていたことが発覚し一時失脚するが、得た金で逆に影の警察の情報を収集していた。カルロスに拉致され殺され掛かるが、阿の活躍と久保塚の奮闘によって無事救出される。
イサーム
元は北アフリカ出身の女テロリストだったが、現在は足を洗って裏都知事のボディーガードに。普段はターバンとマスクで顔を覆っているが、その素顔は大変な美貌である。ショーテルの使い手で、鈴木はその姿をガンダムサンドロックみたいだと評した。裏都民最強の女戦士として、久保塚たちの危機を幾度となく救っている。
阿（アー）
裏都庁助役。中国系。故国で悪徳警官を成敗したことから国を追われ、裏都庁へと流れ着く。害虫駆除の会社ゴキブリ・スズメバチ駆除 アーさんの店を経営している(名目上のオーナーは日本人・八馬だが）。そのため害虫の習性には詳しく、行動を起こす際は常に準備を怠らない抜け目ない性格。裏都知事の座を虎視眈々と狙っているが、言動がセコイため人望は薄い。口は悪いが情に熱い熱血漢であり、義理堅い。故郷に生き別れた妻と弟がいる。影の警察編では、拉致された久保塚を助ける為、鈴木と共に敵のアジトへ大量のスズメバチを放し、犬崎を策にはめて殺害するという活躍を見せた。
立候補した裏都知事選のさ中、コテツが影の警察と癒着している場面を目撃し監禁されるが、後にコテツが影の警察の弱みを掴むために動いていたことを知り、誤解は解ける。影の警察のトップである警視の元へ潜入し、久保塚とカルロスの決闘によって裏都庁への不可侵条約を交わさせることに成功したが、その帰路、久保塚に敗北したカルロスに待ち伏せされ、刺殺される。
死後に遺品の中から、八馬とコテツへの悪口を書き連ねた遺書と、久保塚への気遣いと激励を吹き込んだテープが発見された。
邱（チュウ）
中国人。裏都庁の医者だが、不法入国者のため当然無免許である。専門は検死医で、そのため生きている人間を診るのは苦手らしく、裏都民の間ではヤブ医者ともっぱらの評判である。
裸の王様
大柄で長髪の謎の男。裏都庁の壊滅をもくらみ、さまざまな人物に接触し情報や知識を授けて裏都庁への攻撃を仕掛ける。

## 「闇の奥」篇

### あらすじ
近頃裏都庁では、不法滞在者が腎臓を奪われるという事件が多発していた。久保塚と新しく裏都庁の警察官となった鈴木は、第3の被害者である胡の証言をもとに事件の調査を開始する。

### 登場人物
胡志雄（フー・シージョン）
広東省出身の中国人。借金を返すため日本に2年間不法滞在しており、整形して鼻を高くしている。腎臓事件の被害者の1人。「『中国人は皆クンフーをやっている』との期待に応えるため」、クンフーに習熟している。
ドクター・ロドリゲス
有名な整形外科医。元はハリウッドスター専門の整形外科医であったが、とある女優に恨まれ、マフィアに殺されかけてからは日本に潜伏している。
謎の女
背の高い美しい女性。胡や他の不法入国者を狙い、腎臓を奪う事件の犯人と思われる。

## 「黒く長い腕」篇

### あらすじ
某国から逃げてきて日本の名古屋に不法滞在するマウン一家は、中国人留学生葉の家の押し入れでひっそりと暮らしていた。ある日マウンの妻エイドラは、葉によって娘ソーミョーを幼女売春組織に売られてしまったことを知る。ソーミョーを連れ葉の元から逃げ出すマウンたちは、組織の追っ手黒長臂（ハッチョンベイ）に殺されることを恐れ、久保塚の助けを求めに東京へ向かう。

### 登場人物
マウン
南アジアの某国出身。元は教師をしていたが、軍事政権の樹立により知識層の迫害が始まった事から亡命を余儀なくされ、妻のエイドラ、そして娘のソーミョーとともに日本へと渡る。
黒長臂（ハッチョンベイ）
幼女売春組織に雇われた殺し屋。その名前は、広東語で「黒く長い腕」を意味する。非常に執念深く、狙った獲物はどこまでも追いかけて必ず始末する。剣術の達人で、その腕前はイサームをもしのぐほど。拷問も得意で、浅い傷を千回以上切り刻み、生きたままミンチにするという残酷な方法を好む。
葉卓文
名古屋に住む中国人留学生。マウン一家が不法入国であるのを良いことに、彼らを押入れに閉じ込め、食べ物を高額で売りつけるなど卑劣な行為で一家を苦しめる。

## 「影の警察」篇

### あらすじ
磯野耕平という男の工場で、不法入国者を強制労働させている事が公になった。従業員の数人が磯野の殺害を画策していることを知った久保塚は、鈴木刑事と共に殺害の阻止へと向かうが、そこには意外な事実があった。そしてその裏では、外国人排斥集団S・O・Pが裏都庁の調査を開始していた。

### 登場人物
磯野耕平
豊島区で印刷工場を経営しており、不法入国者を強制労働させているという容疑がかかっている。テレビの取材に対して過激な態度をとっており、世間では悪役となっている。
楊・王・譚（ヨウ・ワン・タン）
磯野の印刷工場の従業員。3人そろってアゲワンタン。
小野巡査
都内の交番に勤務している巡査。磯野耕平の工場を摘発した手柄で、一躍注目を浴びた。
犬崎健介
S・O・P役員。本人曰く「外国人アレルギー」で、外国人を見ると蕁麻疹が出る。また、外国人と会う時は顔にマスクをかけている。極端な外国人排斥主義者であり、日本男児であることを誇りに思っている。「裸の王様」から異邦都庁の存在を知り、その正体を探ろうと調査を開始する。久保塚を拉致し拷問にかけるが、乗り込んできた阿の放した大量のスズメバチに刺され、アナフィラキシーショックによって死亡した。
戸叶美香
S・O・P役員。巨乳のケバい女。裏都庁の調査のため、八馬に接近する。
八馬
ゴキブリ・スズメバチ駆除 アーさんの店の名目上の社長。しかしやる事といえばネットに外国人の悪口を書く事くらいで、実際の業務には全く関心がない。ゴキブリが苦手。"新宿南百人町青年社長連合"のメンバーで、唯一の社長職。阿さんと関係があることから、S.O.Pに狙われることになる。

## 「ダーティー・イエロー・ボーイズ」篇

### あらすじ
裏都民であるマリアの友人・メリンダが誘拐された。調査を開始する久保塚と鈴木は、伊左久の協力の下、犯人が留学生崩れのアジア人集団「ダーティー・イエロー・ボーイズ」の周と林であることを突き止める。彼らを追いかける久保塚たちだが、周と林はダーティー・イエロー・ボーイズを乗っ取り、ある計画を進めていくのだった。

### 登場人物

#### ダーティー・イエロー・ボーイズ
周（ジョウ）
北京出身。故郷では飛び級をする程の秀才。日本語学校に通い、一見して中国人と判らないほどまでに日本語を習得する。基本的に自分の手を汚さないが、性格は残忍で凶暴。「ダーティ・イエロー・ボーイズ」にはいるため、メリンダを誘拐する。
林（リン）
北京出身。あまり自分で考えるということをしない性格。頭も良くないため、周と共に日本語学校に通っていたにもかかわらず日本語が喋れないが、周を絶対的に信頼しており、周の命令ならば殺人も厭わない。
ホセ
フィリピン人。武器に詳しく、その豊富な知識を元に、周たちに大きな計画を持ちかける。
朴（パク）
韓国人。無口だがノリはよい。
関西地区支部長
フィリピン人。チビだが悪知恵は回り、インターネット詐欺やオレオレ詐欺で支部長を務めている。ホセを無二の親友と語っており、過去に漫才コンビを組もうとしていたこともある。そのコンビネームは「水際食い止め隊」。

#### 黒銭会
伊佐久 真人
黒銭会のGM（ゼネラル・マネージャー）。協力するなら100万円、しないなら殺すという二者択一を迫る恐ろしい男。部下の横島忠男を殺されたことで、周と林を追っている。元神父で、息子がいた。彫りの深い顔立ちとオーバーアクションで、やることが芝居がかってみえるが、冷徹な計算ができる男。
横島忠男
伊佐久の手下。周と林の悪事を裏から操っていたが、ミカジメをピンハネしていたため、林に殺害される。
サブ
伊佐久の手下兼ボディガード。判断力に乏しく、伊佐久がヒットマンに狙われると情けなく逃げ惑ってしまうヘタレ。リア・ディゾンのファン。

## 「フェアウェル・マイ・チェリー」篇

### あらすじ
裏都民申請のための面接に来た女・鄭秀文の顔を見て、鈴木は驚愕。なんと彼女は、鈴木がマルハ銀行に勤務していたときの元カノらしい。彼女がわざわざ偽名、偽造パスポートを使って裏都民申請をしたことに疑問を感じる久保塚は、彼女との復縁を夢見る鈴木と共に調査を開始する。

### 登場人物
高宮 翔子（鄭秀文）
元マルハ銀行職員で、鈴木の元カノ。日本人でありながら何故か鄭秀文の名で裏都民申請をする。
いわゆるファザコンであり、父が太っていることからかデブフェチでもある。
高宮 翔吉
翔子の父親。金遣いがひどく荒いため、多額の借金を背負っている。夜逃げは上手い。

## 「寒い国から来た男」篇

### あらすじ
裏都民申請のためにはるばるロシアから面接に来たユーリという男は、突然その場にいた都議のヤセビッチを殺してしまう。久保塚はユーリを追いかけるが、ユーリには妻の「ターニャ」と息子の「アリョーシャ」という妻子にまつわる復讐のため、まだ殺す人物がいるらしい。ユーリの暗く悲しい過去とは?彼は復讐を果たすために、久保塚とともに札幌へ向かった。

### 登場人物
ユーリ・ビタエフ
裏都庁の入会申請にやってきたロシア人。特殊部隊スペツナズに所属していた元軍人で、軍隊格闘技システマの使い手。温和で暴力を好まず弱者をいたわる人格者。かつては妻の「ターニャ」と息子の「アリョーシャ」がいたが、元上司のイワンコフによって殺害され、彼自身も全身にタトゥーを入れられて幽閉されたことがある。
その後、都議のヤセビッチを殺した罪によって久保塚はユーリを追うが、上記の過程でユーリの人格に心酔し、任務を後に回し復讐の旅に同行するようになる。
ヤセビッチ
元KGBの裏都庁都議。太っているのにヤセビッチ。元ロシアンマフィアという怪しい出自にも関わらず裏都民になれたのは多額の献金によるものである。裏都民入会申請の席で、ユーリに一撃で急所を突かれ死亡。都議を殺したユーリは裏都庁のお尋ね者となる。
セルゲーエフ
サハリン出身。KGB出身。イワンコフの同士で、新宿を根城にしたロシアンマフィア。鈴木をそのまま金髪碧眼にしたようなルックスをしている。ロシアンパブの経営で成功しており、彼もまた「ターニャ」と「アリョーシャ」に関係のある一人の模様。
イワンコフ
「雷帝」の異名を持つ元スペツナズ所属の軍人で、ユーリの上官でありシステマの師でもあった。その技は弟子であるユーリを凌駕する。人をなぶり殺しにする事が趣味という、残忍極まりない性格。ソ連崩壊後はロシアン・マフィアに転身、5人の部下たちとともに悪事を重ねる。日本へと流れた彼らはその圧倒的暴力で札幌のヤクザ勢力を一気に塗り替え、一大拠点を築くに至る。スタミナ不足という弱点を突かれユーリに敗北、背を向けたユーリにナイフで襲い掛かったところをシステマの技でいなされ、自分で自分の喉を突く形になって死亡。
オレグ
スペツナズ時代のユーリの部下。柔道家。現在はイワンコフの下で悪事を重ねているが、ユーリに対する尊敬の念が垣間見える。ユーリを取り逃がしたことでイワンコフの制裁を受け、生きたまま全身の関節を外された。後にユーリに救出される。
ゴブソン
ユーリの元部下。スペツナズ時代の階級はイワンコフ、ユーリに次ぐ少尉。コマンドサンボ使い。ユーリを仲間に引き入れようとして拒絶され、戦いの末に絞め落とされて敗北。

## 「裏都庁の影」篇

### あらすじ
久保塚がユーリに同行し行方をくらましている頃、裏都庁では裏都知事の選挙が盛んになっていた。立候補者は三期目の当選を狙うコテツと、助役の阿さん。コテツの圧倒的財力に苦戦を強いられる阿さんは、その資金の出所に疑問を感じ、独自に調査を開始するが、そこには思わぬ影があった。

### 登場人物
カルロス・トチキ
久保塚の後任で異邦警察署長となったトンファーを操るイケメン南米人。しかし、その正体はS.O.Pが裏都庁の中から都庁を崩壊させるために送り込んだ潜入捜査官で、密入国者である異邦都民に対しては血も涙も無い態度を取る。日系三世という触れ込みだが、感情が昂ぶると栃木弁が出る。最期はイサームによって殺された。
伊賀部長
愛国警備保障の管理職につく中年男。犬崎健介に心酔していたらしく、仇である阿さんと異邦都民に対して激しい憎悪を抱いている。
八馬
「影の警察」篇から再登場。ネットカフェ難民に身を落とし、半分ホームレスのような生活を送っている。偶然阿さんの命が危ない事を知り、アマゾンのダンボールを頭にかぶって久保塚に接触する。
ブイン
コテツが東京に呼び寄せた妻子の内の末娘。母親似ぞろいの姉たちの中でただ一人父親似で、そのためコテツからは特にかわいがられて育った。コテツとの絆は非常に深い。
ラニーニャ
日本で五本の指に入ると言われる凄腕のハッカー。S.O.Pの情報を阿さんに提供する。以前からコテツと情報の取引を行っていた。

## 「新たなる神の娘」篇

### あらすじ
裏都庁とS.O.Pの対決が終了した頃、ハッカー「ラニーニャ」とその部下たちの命による、不法滞在外国人狩りが始まった。早速久保塚と鈴木は調査を開始するが、この最初の犠牲となったシェモの敵討ちのため、異邦都民の一人イボは、ある人物に復讐の依頼をする。

### 登場人物
ラニーニャ
「裏都庁の影」篇に引き続き登場。今回では主役。幼少時からいじめにあって酷い生活を送っていたが、ネットの処世術を学んで凄腕のハッカーに育つ。ネットカフェ難民による異邦都民連続殺人事件の首謀者。元のあだ名はパンドラで、本名は不明。
イボ
トルコ料理屋を営むクルド人。同じクルドのシェモに救われ、現在の地位を築く。しかしシェモの死によって激しい復讐心を抱き、犯人たちの殺害を目的に、久保塚たちとは別に行動を始める。
シェモ
日本で成功したクルド人の異邦都民で、マンションに住んでいる。日本で四苦八苦していたイボの人生を大きく変えたきっかけ。異邦都民連続殺人事件の最初の犠牲者である。
サルマン
裏都庁のITコンサルタントをつとめるインド人。ハッカーがらみの事件のため久保塚の依頼で捜査に招聘される。だがその知識はWindows 98時代の水準で止まっている。ハイテク音痴の久保塚にはその事を誤魔化せているが、鈴木には疑われている。
川島
ネットカフェ難民の一人で、就職氷河期世代。ヒルズ族殺害のバイトには参加するも、外国人の友人もいることから異邦都民殺害には関与していない。
黒長臂（ハッチョンベイ）
「黒く長い腕」篇以来久々登場の殺し屋。本編では一段と凶暴度が増している。本来の依頼に加え、久保塚への復讐も成し遂げようとする。
ライフル男
久保塚殺害のため、難民たちとは別に100万でラニーニャに雇われた男。ライフルを使用して久保塚を襲撃する。
暁天 栄作
東京都知事で悪徳政治家。異邦都民を目の敵にしている。はじめは普通の政治家であったが、東南アジアの某国であるマフィアのボスから利害の話を受けると、徐々に悪徳為政者として変貌して、ラニーニャやカルロスを裏から操った。同時に鈴木の50億円横領事件を仕掛けた張本人でもある。悪の限りの活躍を見せたが、しかし久保塚の活躍で頓挫して逮捕された。

### アイテム
カラーコピーの壱万円札
本編登場の殆どのキャラがこれの所持者となる。「幸運を呼ぶ偽札」との触れ込み。

## 「999」篇
特別篇扱いのため単行本は通巻となっていない。

## 組織
裏都庁
異邦都庁とも呼ばれる。前述の通り、様々な事情から不法滞在を余儀なくされ、そのため国家から法的庇護を受けられない密入国外国人たちが、自分たちを守るために作り上げた秘密結社。その組織体系は公正な選挙によって選ばれた裏都知事を首長とし、公的機関と法体系を備えた一種の擬似国家としての体制を整えている。裏都民は、裏都庁への納税と法律の遵守の義務を負う代わりに、精巧な偽造パスポートの支給を始め、様々な福利厚生を受ける事ができる。
S.O.P.（シャドー・オブ・ポリス）
表向きは"愛国警備保障"という警備会社だが、その実態は元警察官らによる外国人排斥の実行部隊。
新宿南百人町青年社長連合
南百人町の地主やビルオーナーの子息らによる親睦会。いわゆるボンボンの集まり。
ダーティー・イエロー・ボーイズ
アジア系の留学生崩れの犯罪集団。全国各地に支部を持つ。入会するには多額の入会金と、入会希望者一人につき一人の殺害が条件。だがその規模と厳しい入会条件とは裏腹に内部の規律はかなりゆるい。

## 映像化
2016年に松田翔太の主演で実写化された。

### テレビドラマ
2016年4月から6月まで、毎日放送の制作により、TBS系列（一部地域除く）において『ドラマイズム』枠の第1作として放送。全10話。

#### キャスト（テレビドラマ）
- 久保塚早紀 - 松田翔太
- 鈴木博隆 - 浜野謙太
- コテツ - 康芳夫
- イサーム - マリー
- 阿 - 柳沢慎吾

#### ゲスト
- 大津 - 福島リラ〈第1話・第2話〉
- 黒長臂 - 中村達也〈第3話・第4話・第7話・第8話〉
- 高宮翔子 - 夏帆〈第5話・第6話〉
- ラニーニャ - 芦那すみれ〈第7話・第8話〉
- 犬崎 - KONTA〈第8話・第9話・第10話〉

#### スタッフ（テレビドラマ）
- 原作 - リチャード・ウー、すぎむらしんいち
- 脚本・監督 - 冨永昌敬、茂木克仁、真利子哲也、熊切和嘉
- 音楽 - 渡邊琢磨
- 主題歌 - チャラン・ポ・ランタン「月」（avex trax）
- 企画・プロデュース - 横山蘭平
- チーフ・プロデューサー - 穀田正仁、丸山博雄
- プロデューサー - 川上裕、西ヶ谷寿一、紀伊宗之
- 制作プロダクション - 東京テアトル
- 制作協力 - キリシマ1945
- 製作 - ドラマ「ディアスポリス」製作委員会、MBS

#### 放送日程
| 各話   | 放送日   | 放送日  | サブタイトル                       | 脚本                | 監督       |
| 各話   | 毎日放送 | TBS     | サブタイトル                       | 脚本                | 監督       |
| ------ | -------- | ------- | ---------------------------------- | ------------------- | ---------- |
| 第一話 | 4月18日  | 4月13日 | 「闇の奥」前編                     | 冨永昌敬            | 冨永昌敬   |
| 第二話 | 4月18日  | 4月20日 | 「闇の奥」後編                     | 冨永昌敬            | 冨永昌敬   |
| 第三話 | 4月25日  | 4月27日 | 「黒く長い腕」前編                 | 茂木克仁 守屋文雄   | 茂木克仁   |
| 第四話 | 5月02日  | 5月04日 | 「黒く長い腕」後編                 | 茂木克仁 守屋文雄   | 茂木克仁   |
| 第五話 | 5月09日  | 5月11日 | 「フェアウェル、マイチェリー」前編 | 守屋文雄 真利子哲也 | 真利子哲也 |
| 第六話 | 5月16日  | 5月18日 | 「フェアウェル、マイチェリー」後編 | 守屋文雄 真利子哲也 | 真利子哲也 |
| 第七話 | 5月23日  | 5月25日 | 「新たなる神の娘」前編             | 熊切和嘉 守屋文雄   | 熊切和嘉   |
| 第八話 | 5月30日  | 6月01日 | 「新たなる神の娘」後編             | 熊切和嘉 守屋文雄   | 熊切和嘉   |
| 第九話 | 6月06日  | 6月08日 | 「影の警察」前編                   | 冨永昌敬            | 冨永昌敬   |
| 最終話 | 6月13日  | 6月15日 | 「影の警察」後編                   | 冨永昌敬            | 冨永昌敬   |

#### ネット局
| 放送期間                                      | 放送時間                                                  | 放送局         | 対象地域       | 備考                     |
| --------------------------------------------- | --------------------------------------------------------- | -------------- | -------------- | ------------------------ |
| 2016年4月13日 - 6月15日                       | 水曜 1:28 - 1:58（火曜深夜）                              | TBSテレビ      | 関東広域圏     | 第1話のみ先行放送        |
| 2016年4月18日 - 6月13日                       | 月曜 0:50 - 1:20（日曜深夜）                              | 毎日放送       | 近畿広域圏     | 制作局 初日は2話連続放送 |
| 2016年4月18日 - 6月20日                       | 月曜 1:20 - 1:50（日曜深夜）                              | 北海道放送     | 北海道         |                          |
| 2016年4月21日 - 6月23日                       | 木曜 0:40 - 1:10（水曜深夜）                              | 山陽放送       | 岡山県・香川県 |                          |
| 2016年4月22日 - 6月24日                       | 金曜 0:45 - 1:15（木曜深夜）                              | 熊本放送       | 熊本県         | [ 注 2 ]                 |
| 2016年4月29日 - 7月1日                        | 金曜 1:25 - 1:55（木曜深夜）                              | 長崎放送       | 長崎県         |                          |
| 2016年5月16日 - 7月25日                       | 月曜 0:50 - 1:20（日曜深夜）                              | 山陰放送       | 鳥取県・島根県 |                          |
| 2016年5月18日 - 7月20日                       | 水曜 1:25 - 1:55（火曜深夜）                              | テレビユー山形 | 山形県         |                          |
| 2016年6月2日 - 6月16日 2016年6月23日 - 8月4日 | 木曜 1:30 - 2:00（水曜深夜） 木曜 1:15 - 1:45（水曜深夜） | 中国放送       | 広島県         |                          |

| 毎日放送 ドラマイズム                                                                     | 毎日放送 ドラマイズム                               | 毎日放送 ドラマイズム                                      |
| 前番組                                                                                    | 番組名                                              | 次番組                                                     |
| ----------------------------------------------------------------------------------------- | --------------------------------------------------- | ---------------------------------------------------------- |
| （枠設立前）                                                                              | ディアスポリス 異邦警察 （2016年4月18日 - 6月13日） | OLですが、キャバ嬢はじめました （2016年6月20日 - 7月18日） |
| 毎日放送 月曜0:50 - 1:20（日曜24:50 - 25:20）                                             |                                                     |                                                            |
| 神奈川県厚木市 ランドリー茅ヶ崎 （2016.3.14 - 4.4）                                       | ディアスポリス 異邦警察 （2016年4月18日 - 6月13日） | OLですが、キャバ嬢はじめました （2016年6年20日 - 7月18日） |
| TBS 水曜1:28 - 1:58（火曜25:28 - 25:58）                                                  |                                                     |                                                            |
| マスターズ魂 ※1:28 - 1:30神奈川県厚木市 ランドリー茅ヶ崎 （2016.3.30 - 4.6） ※1:30 - 2:00 | ディアスポリス 異邦警察 （2016年4月13日 - 6月15日） | OLですが、キャバ嬢はじめました （2016年6月22日 - 7月13日） |

### 映画
『ディアスポリス -DIRTY YELLOW BOYS-』のタイトルで2016年9月3日に公開。「ダーティー・イエロー・ボーイズ」篇を映画化する。
キャッチコピーは「裏切られねえのが、ケーサツだろ?」「生きるか?　捕まるか?　ギリギリな密入国者たちの裏社会エンターテインメント!」。

#### キャスト（映画）
- 久保塚早紀 - 松田翔太
- 鈴木博隆 - 浜野謙太
- 周 - 須賀健太
- 林 - NOZOMU
- 夢子 - 安藤サクラ [5]

#### スタッフ（映画）
- 監督 - 熊切和嘉
- 脚本 - 熊切和嘉、守屋文雄
- 音楽 - 渡邊琢磨
- VFXスーパーバイザー - オダイッセイ
- 主題歌 - 大西ユカリ「ユカリ☆EXPLOSION」[6]
- 配給 ‐ 東映
- 制作プロダクション ‐ 東京テアトル
- 制作協力 - キリシマ1945
- 製作 - 映画「ディアスポリス」製作委員会（エイベックス・ピクチャーズ、東映、木下グループ、東京テアトル、毎日放送、トーハン、ソニーPCL、フロンテッジ、エイベックス・ミュージック・パブリッシング、オフィス作）

## 書誌情報
- リチャード・ウー（脚本）・すぎむらしんいち（漫画） 『ディアスポリス 異邦警察』 講談社〈モーニングKC〉、全15巻
  1. 2006年09月22日、ISBN 4-06-372552-9
  2. 2006年11月22日、ISBN 4-06-372562-6
  3. 2007年02月23日、ISBN 978-4-06-372579-7
  4. 2007年05月23日、ISBN 978-4-06-372602-2
  5. 2007年08月23日、ISBN 978-4-06-372624-4
  6. 2007年11月22日、ISBN 978-4-06-372642-8
  7. 2008年02月22日、ISBN 978-4-06-372665-7
  8. 2008年04月23日、ISBN 978-4-06-372679-4
  9. 2008年07月23日、ISBN 978-4-06-372715-9
  10. 2008年10月23日、ISBN 978-4-06-372739-5
  11. 2009年01月23日、ISBN 978-4-06-372768-5
  12. 2009年04月23日、ISBN 978-4-06-372788-3
  13. 2009年07月23日、ISBN 978-4-06-372816-3
  14. 2009年10月23日、ISBN 978-4-06-372839-2
  15. 2009年12月22日、ISBN 978-4-06-372850-7
- リチャード・ウー（脚本）・すぎむらしんいち（漫画） 『ディアスポリス 異邦警察 999篇』 講談社〈モーニングKC〉、単巻
2016年08月23日、ISBN 978-4-06-388635-1